# Mimectatina fuscoapicata
Mimectatina fuscoapicata es una especie de escarabajo longicornio del género Mimectatina, tribu Desmiphorini, subfamilia Lamiinae. Fue descrita científicamente por Breuning en 1964.
La especie se mantiene activa durante el mes de junio.

## Descripción
Mide 10 milímetros de longitud.

## Distribución
Se distribuye por Filipinas.